# Schulmassaker von Bath

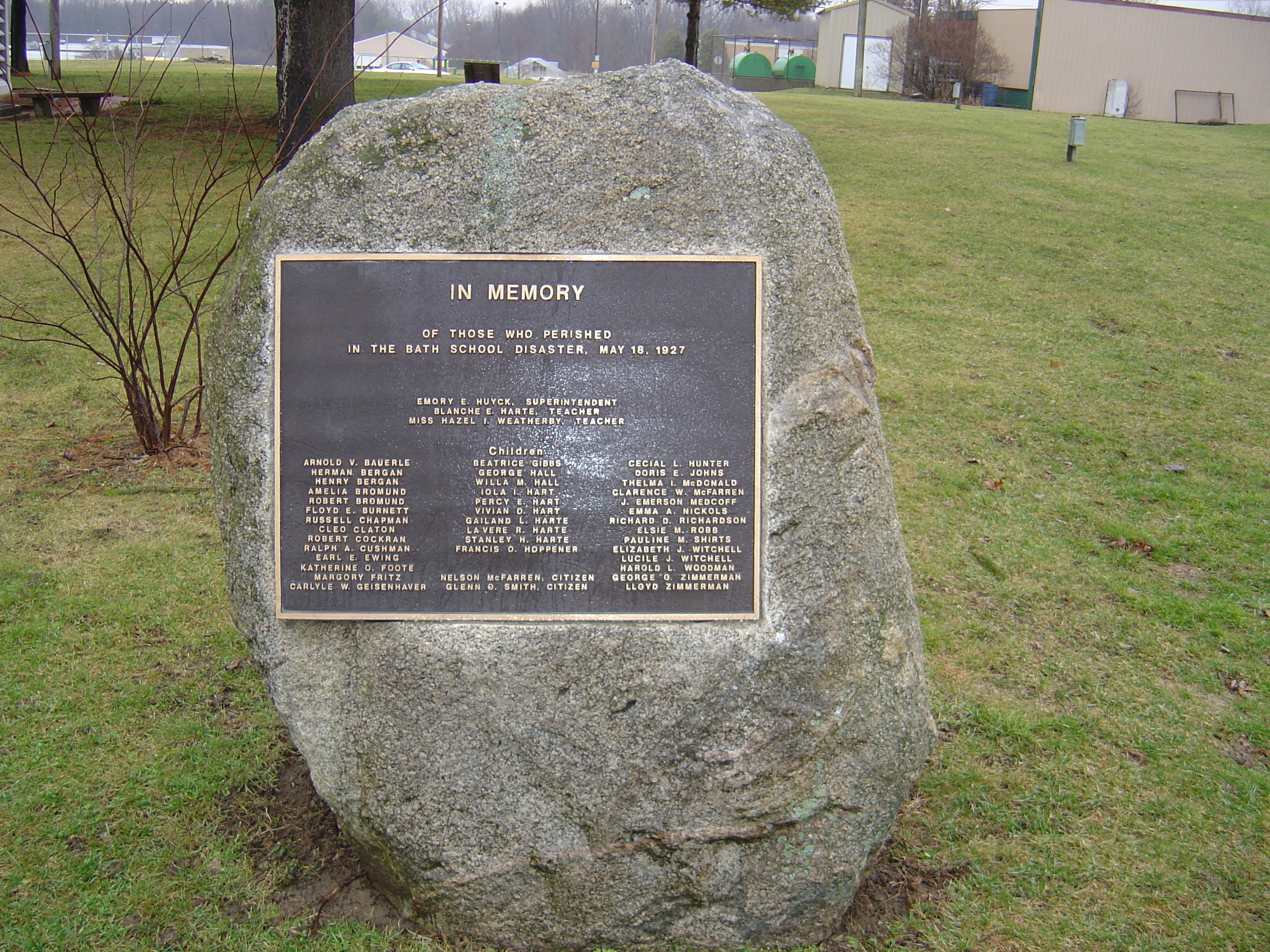
Gedenkstein mit Namen der Opfer (2007)

Das Schulmassaker von Bath war eine Serie von Bombenanschlägen in und um Bath im US-Bundesstaat Michigan am 18. Mai 1927. Bei den Anschlägen starben 45 Personen, weitere 58 wurden zum Teil schwer verletzt. Bei den Opfern handelte es sich zumeist um Schüler der ersten bis sechsten Klasse der Bath-Gesamtschule. Die Bombenanschläge gingen als das größte Verbrechen an einer Schule in die US-Geschichte ein.
Der Täter Andrew Kehoe (1872–1927) war ein Mitglied des Schulkomitees. Kehoe war aufgebracht über die Grundsteuern, die erhoben worden waren, um den Bau des Schulgebäudes zu finanzieren. Er gab den Machern der Steuern die Schuld an seinen finanziellen Schwierigkeiten, die zu einem gerichtlichen Vollstreckungsbescheid gegen seine Farm führten. Durch dieses Ereignis fühlte sich Kehoe wahrscheinlich zu seinem Anschlag provoziert.
Am Morgen des 18. Mai 1927 tötete Kehoe zunächst seine Frau und steckte daraufhin seine Farm in Brand. Als die ersten Feuerwehrkräfte vor Ort eintrafen, erschütterte eine Explosion das Schulgebäude und tötete die meisten Personen innerhalb des Gebäudes. Kehoe benutzte einen Zeitzünder, um das Dynamit zu zünden. Als die Rettungsarbeiten anliefen, fuhr Kehoe vor und sprengte seinen mit Metallteilen gefüllten Wagen in die Luft, wobei er sich selbst, den Schuldirektor und weitere Personen tötete. Während der Rettungsarbeiten wurden weitere 230 kg nicht explodiertes Dynamit im unzerstörten Südteil der Schule gefunden.

## Hintergrund

### Die Gemeinde Bath
Bath ist eine kleine Gemeinde 16 km nordöstlich von Lansing, Michigan, zu der auch die gleichnamige Ortschaft Bath gehört. In den frühen 1920er-Jahren war die Gegend hauptsächlich landwirtschaftlich geprägt. 1922 stimmten die Bewohner für die Errichtung eines Fonds zur Gründung und Errichtung einer Gesamtschule, zu deren Eröffnung 236 Schüler von der ersten bis zur zwölften Klasse in der Schule eingeschrieben waren.
In der Zeit des frühen 20. Jahrhunderts verschwanden viele der kleinen Schulen, in denen bisher verschiedene Klassenstufen denselben Klassenraum und Lehrer teilten. Pädagogen glaubten, dass die Kinder von einer einheitlichen Schule für alle Schüler der Region weit mehr profitieren würden. Die Kinder könnten dort in nach dem Alter gestuften Klassen zielgerichteter unterrichtet werden. Nach einigen Jahren der Diskussion, während derer auch die Gemeinde Bath entstand, wurden die Grundsteuern für diesen Zweck angehoben. In der Folge stieg die Steuerlast besonders für die Farmer wie Andrew Kehoe.

### Andrew Kehoe

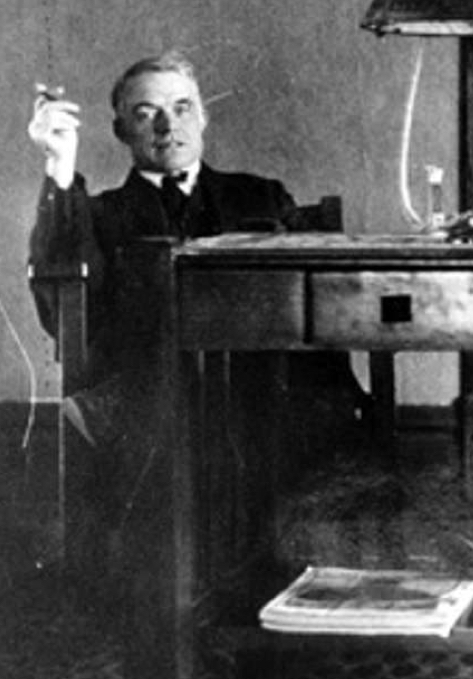
Andrew Kehoe (ca. 1920)

Andrew Philip Kehoe wurde am 1. Februar 1872 in Tecumseh, Michigan, in einer Großfamilie mit 13 Kindern geboren. Seine Eltern waren Philip Kehoe (1833–1915) und Mary McGovern (1835–1890). Nach dem Tod der Mutter heiratete sein Vater 1898 erneut. Es wurde berichtet, dass Kehoe mit seiner Stiefmutter Frances (1859–1911) in ständigem Konflikt stand. Im September 1911 explodierte der Heizofen der Familie und entzündete die Kleidung der Stiefmutter. Andrew sah mehrere Minuten zu, wie seine Stiefmutter brannte, bevor er die Flammen mit Wasser löschte. Sie starb kurz darauf an ihren schweren Verbrennungen. Die Ursache der Explosion des Ofens blieb ungeklärt, und Kehoe wurde nicht weiter befragt.
Kehoe besuchte die Mittelschule in Tecumseh und die spätere Michigan State University, wo er seine Frau, Ellen Agnes „Nellie“ Price (1875–1927), kennenlernte. Sie heirateten 1912 und zogen 1919 auf eine 185 ha große Farm außerhalb von Bath um, die sie von Nellies Onkel für 12.000 Dollar kauften. Kehoe wurde von seinen Nachbarn als intelligenter junger Mann beschrieben, der allerdings schnell ungeduldig mit Leuten wurde, die nicht seiner Meinung waren. Er wurde weiterhin als adretter, peinlich genau auf seine Kleidung achtender Mensch beschrieben, der bekannt dafür war, seine Hemden jederzeit zu wechseln, sobald auch nur ein Hauch von Schmutz zu erkennen war. Nachbarn beschrieben aber auch, dass Kehoe gegenüber seinen Tieren einen Hang zur Grausamkeit zeigte und sogar eines seiner Pferde zu Tode geprügelt hatte.
Kehoes Nachbarn waren nicht überzeugt von seinen Fähigkeiten, eine Farm zu führen. Sein Nachbar Ellsworth beschrieb: „Er arbeitete nie, wie andere Farmer das machen, und er versuchte alles mit seinem Traktor zu erledigen. Er war auf dem Gipfel des Erfolges, wenn es ihm gelang, seine Maschinen einzusetzen oder daran zu basteln. Er erdachte ständig neue Methoden in seiner Arbeit, z. B. zwei Mäher hinter seinen Traktor zu hängen. Nachdem dies nach mehreren Versuchen nicht funktionierte, ließ er das Heu einfach stehen. Er verbrachte so viel Zeit mit seinen Überlegungen, dass er mit seiner Farm nicht vorwärts kam.“
Wegen seines Rufes als sparsamer Mensch wurde Kehoe 1924 als Kassenwart in das Schulkomitee der Gesamtschule von Bath gewählt. Während seiner Zeit im Komitee kämpfte Kehoe endlos für geringere Steuern. Er machte die letzte Grundsteuererhebung für seine eigene schlechte finanzielle Lage verantwortlich und beschuldigte Schuldirektor Huyck der finanziellen Misswirtschaft. Während dieser Zeit war seine Frau Nellie Kehoe an Tuberkulose erkrankt und musste regelmäßig ins Krankenhaus. Auch dieser Umstand mag eine Rolle bei der Verschuldung der Familie gespielt haben. Während der Zeit der Anschläge hatte Kehoe die Zahlungen seiner Hypotheken sowie seiner Versicherungen eingestellt, woraufhin der Kreditgeber einen gerichtlichen Vollstreckungsbescheid gegen die Farm erwirkte.

### Vorbereitungen zum Anschlag
Es konnte nicht endgültig geklärt werden, wann Kehoe die Idee zum Anschlag hatte und er mit der Planung begann. Die folgende Untersuchung, basierend auf den Aktivitäten in der Schule und der Beschaffung des Sprengstoffes, ergab, dass seine Pläne möglicherweise schon über ein Jahr bestanden.
Im Winter 1926 bat das Schulkomitee Kehoe, einige Wartungsarbeiten in der Schule zu erledigen. Er war bekannt für seine guten handwerklichen Fähigkeiten, insbesondere im Umgang mit elektrischen Geräten und Installationen. Als Mitglied des Schulkomitees mit dem Auftrag, Reparaturen vorzunehmen, hatte Kehoe freien Zugang zum Schulgebäude, und niemand stellte seine Anwesenheit in Frage.
Zu Beginn des Sommers 1926 kaufte Kehoe über eine Tonne Pyrotol, eine explosive Substanz, die während des Ersten Weltkriegs verwendet wurde. Farmer nutzten das Mittel zum Entfernen von Baumstümpfen und um Gräben freizusprengen. Im November 1926 fuhr Kehoe nach Lansing und kaufte zwei Kisten Dynamit. Auch dies war zu der Zeit eine häufig genutzte Ware auf Farmen. Kehoe kaufte kleinere Mengen Dynamit und Pyrotol in verschiedenen Geschäften und zu verschiedenen Zeiten, um keinen Verdacht zu erregen. Nachbarn berichteten, Explosionen auf Kehoes Farm gehört zu haben, die Kehoe damit erklärte, dass er Dynamit nutzte, um Baumstümpfe zu entfernen.

## Der Tag des Anschlages
Es gab nur wenige Warnzeichen vor dem Ereignis. Kehoe gab in der Woche vorher die Gehaltsschecks aus und sagte dem Busfahrer Warden Keyes: „Mein Junge, du solltest gut auf den Scheck aufpassen, es könnte der letzte sein, den du jemals bekommst.“ Lehrerin Bernice Sterling rief Kehoe zwei Tage vor dem Anschlag an, um zu fragen, ob sie seine Wiese für ein Schulpicknick nutzen dürfe. Kehoes Antwort war, wenn sie ein Picknick wolle, solle sie das besser sofort machen.
Vor dem 18. Mai hatte Kehoe die gesamte Rückbank seines Autos mit Metallteilen beladen. Er stapelte altes Werkzeug, Nägel, verrostete Stücke von Maschinen, alte Schaufeln und alles andere zur Verfügung stehende, was Splitterwirkung entfalten konnte. Nachdem der Rücksitz gefüllt war, platzierte er eine große Kiste Dynamit darunter und ein geladenes Gewehr auf dem Beifahrersitz.
Aufzeichnungen aus dem Lansinger St.-Lawrence-Krankenhaus belegen, dass Nellie Kehoe am 16. Mai entlassen worden war. Zwischen ihrer Entlassung und den Bombenanschlägen zwei Tage später tötete Kehoe seine Frau mittels eines Schlages mit einem schweren Gegenstand auf den Kopf. Ihr Körper wurde später in einer Schubkarre in einer Ecke des Hühnerstalls gefunden. Um die Karre herum lagen Silberbesteck, Juwelen und ein Metallkästchen mit der Asche von Banknoten. Kehoe hatte die Farm vollständig verdrahtet und in jedem Gebäude eine selbstgebaute Pyrotol-Bombe platziert. Das Vieh wurde in den Ställen angebunden vorgefunden, anscheinend um sicherzustellen, dass auch alle Tiere sterben würden.
Gegen 8:45 Uhr zündete Kehoe diese Brandbomben. Seine Nachbarn bemerkten das Feuer, und die Freiwilligen Feuerwehren der gesamten Umgebung begaben sich zum Brandort. Gegen 9:45 Uhr wurde eine zweite Explosion gehört, die im Schulgebäude stattgefunden hatte. Die Rettungskräfte, die zu Kehoes Farm ausgerückt waren, begaben sich zurück in die Stadt und zur Schule. Zahllose Eltern der Schüler begaben sich ebenfalls zur Schule.
Bernice Sterling, die Lehrerin der ersten Klasse, beschrieb die Explosion gegenüber einem Reporter als schreckliches Erdbeben:

„Es sah aus, als würde der Boden mehrere Zentimeter in die Luft springen. Nach dem ersten Schock war ich für einen Moment wie blind. Was ich dann sah, schien, als wäre die Luft angefüllt mit Kindern, fliegenden Tischen und Büchern. Die Kinder wurden hoch in die Luft geschleudert, einige wurden aus dem Gebäude katapultiert.“

Der Nordflügel des Gebäudes war zusammengestürzt. Teile der Wände waren zerbrochen, und das Dach war eingestürzt. Monty Ellsworth, der Nachbar von Kehoe, beschrieb die Situation: „Da war ein Haufen Kinder, um die fünf oder sechs Jahre alt, unter dem Dach eingeklemmt. Einige hatten ihre Arme herausgestreckt, andere nur ihre Beine, und einige wenige hatten ihren Kopf befreien können. Wegen des ganzen Schmutzes, Gipses und Blutes konnten wir aber niemanden erkennen. Wir waren auch nicht genügend Leute, um das Dach bewegen zu können.“ Ellsworth erklärte sich bereit, schwere Maschinen von seiner Farm zu holen, mit denen das Dach angehoben werden könnte.
Das Szenario an der Schule war chaotisch. Ein Zeuge, Robert Gates, berichtete, wie eine Mutter nach der anderen zur Schule gelaufen kam, um Informationen über ihr Kind zu erhalten. Nachdem sie die leblosen Körper in den Trümmern gesehen hatten, brachen sie in Tränen aus. In kürzester Zeit waren mehr als 100 Helfer im Einsatz, um die Reste der Schule beiseite zu räumen.
Etwa eine halbe Stunde nach der Explosion fuhr Kehoe mit seinem Wagen zur Schule, sah Schuldirektor Huyck und winkte diesen zu seinem Auto. Nach einem Augenzeugenbericht näherte sich Huyck dem Wagen, woraufhin Kehoe sein Gewehr nahm und auf das Dynamit feuerte. Ob nun durch den Schuss oder auf andere Weise – das Dynamit zündete, und die folgende Explosion tötete Kehoe, den Schuldirektor, den Postbeamten Glenn O. Smith sowie dessen Schwiegervater Nelson McFarren. Guy Cleo Claton, ein achtjähriger Schüler der zweiten Klasse, der aus dem zusammengefallenen Gebäude entkommen war, wurde von einem Splitter des explodierenden Wagens getötet. Eine Reihe weiterer Personen wurde durch die Splitter schwer verletzt.
O. H. Buck, Vorarbeiter beim Straßenbau, beschrieb die Szene nach der letzten Explosion:

„Ich begann mich zu fühlen, als ob das Ende der Welt gekommen wäre. Ich glaube, ich war ein wenig verwirrt. Wie auch immer: Das nächste, an was ich mich erinnere, ist, dass ich draußen auf der Straße war. Einer unserer Männer verband die Wunden des Postbeamten Smith. Sein Bein war abgetrennt worden. Ich ging zurück zum Gebäude und half den Rettungskräften, bis wir zum Aufhören aufgefordert wurden, während nach weiterem Dynamit gesucht wurde.“

Telefonisten blieben für Stunden auf ihren Stationen, um Ärzte, Leichenbestatter, Kreiskrankenhäuser und jede andere Hilfskraft zu verständigen.
Der ansässige Arzt Dr. J. A. Crum, der mit seiner Frau, einer Krankenschwester, im Ersten Weltkrieg gedient und nach seiner Rückkehr nach Bath eine Apotheke eröffnet hatte, stellte diese nach den Explosionen als Erstlager zur Triage (Erstsichtung) der Patienten zur Verfügung. Die Toten wurden im Rathaus gelagert, das auf diese Art in ein Leichenschauhaus umfunktioniert wurde. Besitzer von privaten Automobilen wurden rekrutiert, um als zusätzliche Ambulanzen für Überlebende zur Verfügung zu stehen und Familienmitglieder in die Krankenhäuser zu fahren. Bis zum Abend waren 13 Krankenwagen in der Stadt, um die Verletzten zu transportieren.
Hunderte von Menschen arbeiteten den ganzen Tag in den Trümmern in der Hoffnung, noch einige Kinder finden und retten zu können. Bauunternehmer der Umgebung hatten all ihre Angestellten zur Unterstützung geschickt, dazu kamen viele andere, die dem Aufruf zur Hilfeleistung gefolgt waren. Schließlich kamen noch 34 Feuerwehrleute und der Leiter des Lansing-Fire-Department zu Hilfe, ebenso wie viele Kräfte der Staatspolizei von Michigan, die den Verkehr von und zum Ort des Anschlags regelten. Die Verletzten und Sterbenden wurden zum Sparrow-Krankenhaus und zum St.-Lawrence-Krankenhaus in Lansing gebracht. Die Errichtung des letzteren war zu einem großen Teil von Nellie Kehoes Onkel, Lawrence Price, finanziert worden.
Der Gouverneur von Michigan, Fred Green, erreichte den Ort der Katastrophe am Abend und beteiligte sich an den Aufräumarbeiten. Eine lokale Bäckereifirma schickte einen Wagen mit Sandwiches und Kuchen für die Hilfskräfte.
Die Bombe hatte den gesamten Nordflügel der Schule zerstört. Während der Sucharbeiten fanden die Hilfskräfte weitere 230 kg Dynamit im Südflügel. Die Suche wurde unterbrochen, um der Michigan State Police die Möglichkeit zu geben, den neuen Sprengsatz zu entschärfen. Neben dem Sprengstoff fand die Polizei einen Wecker als Zünder. Der Wecker war auf 9:45 Uhr gestellt, dieselbe Zeit, zu der die Explosion im Nordflügel stattfand. Der Grund, warum der zweite Sprengsatz nicht explodierte, wurde nicht endgültig geklärt. Die Ermittler gingen davon aus, dass die Erschütterungen der ersten Bombe einige Kabel an der zweiten Bombe gelockert hätten, so dass diese nicht mehr explodierte.
Die Polizei- und Feuerwehrleute begaben sich auch zu Kehoes Farm, um das Feuer zu untersuchen. Erst einen Tag später, am 19. Mai 1927, konnten die Ermittler die verkohlte Leiche von Nellie Kehoe unter den Trümmern identifizieren. Ihr Körper war so stark entstellt, dass Hunderte von Leuten ihn nicht bemerkten, während sie direkt daran vorbeigingen. Alle Gebäude der Kehoe-Farm waren zerstört und die Tiere alle umgekommen, da sie in den brennenden Ställen angebunden waren. Als tragische Ironie erwies es sich, dass die auf der Farm gefundenen ungenutzten Gerätschaften und Materialien mittels Verkauf leicht gereicht hätten, um alle Hypotheken zu tilgen.

## Todesopfer in chronologischer Reihenfolge
Quelle:

### Vor dem Bombenanschlag gestorben
1. Nellie Kehoe, Alter 52, Frau von Andrew Kehoe.

### Todesopfer durch die erste Bombe
2. Arnold V. Bauerle, Alter 8
3. Henry Bergan, Alter 13
4. Herman Bergan, Alter 11
5. Emilie M. Bromundt, Alter 11
6. Robert F. Bromundt, Alter 12
7. Floyd E. Burnett, Alter 12
8. Russell J. Chapman, Alter 8
9. F. Robert Cochran, Alter 8
10. Ralph A. Cushman, Alter 7
11. Earl E. Ewing, Alter 11
12. Katherine O. Foote, Alter 10
13. Margory Fritz, Alter 9
14. Carlyle W. Geisenhaver, Alter 9
15. George P. Hall Jr., Alter 8
16. Willa M. Hall, Alter 11
17. Iola I. Hart, Alter 12
18. Percy E. Hart, Alter 11
19. Vivian O. Hart, Alter 8
20. Blanche E. Harte, Alter 30, Lehrerin
21. Gailand L. Harte, Alter 12
22. LaVere R. Harte, Alter 9
23. Stanley H. Harte, Alter 12
24. Francis O. Hoeppner, Alter 13
25. Cecial L. Hunter, Alter 13
26. Doris E. Johns, Alter 8
27. Thelma I. MacDonald, Alter 8
28. Clarence W. McFarren, Alter 13
29. J. Emerson Medcoff, Alter 8
30. Emma A. Nickols, Alter 13
31. Richard D. Richardson, Alter 12
32. Elsie M. Robb, Alter 12
33. Pauline M. Shirts, Alter 10
34. Hazel I. Weatherby, Alter 21, Lehrerin
35. Elizabeth J. Witchell, Alter 10
36. Lucile J. Witchell, Alter 9
37. Harold L. Woodman, Alter 8
38. George O. Zimmerman, Alter 10
39. Lloyd Zimmerman, Alter 12

### Todesopfer durch die Explosion von Kehoes Auto
40. G. Cleo Claton, Alter 8
41. Emory E. Huyck, Alter 33, Schulleiter
42. Andrew P. Kehoe, Alter 55, Täter
43. Nelson McFarren, Alter 74, Farmer
44. Glenn O. Smith, Alter 33, Postangestellter

### Später an den Verletzungen gestorben
45. Beatrice P. Gibbs, Alter 10

## Nachwirkungen
Das Amerikanische Rote Kreuz übernahm, von der örtlichen Apotheke aus operierend, die Führungsrolle in der Versorgung der Opfer. Das Hauptquartier in Lansing wurde die ganze Nacht offen gehalten, um Anrufe zu beantworten, zu informieren und die Listen der Verstorbenen und Verletzten zu aktualisieren. Das Rote Kreuz verwaltete auch die Spenden, um damit die medizinische Hilfe für die Überlebenden zu gewährleisten und auch Zahlungen für die Begräbniskosten der Verstorbenen zu leisten. In nur wenigen Wochen kamen 5284,18 US-Dollar an Spenden zusammen, darunter 2500 US-Dollar vom Verwaltungsrat von Clinton County (Michigan) und 2000 US-Dollar von der Michigan-Legislative.
Anders als beispielsweise beim Amoklauf an der Columbine High School wurden keine gesetzlichen Konsequenzen, die erneute Anschläge erschwert hätten, gezogen. Einzig der Sprengstoff Pyrotol wurde einige Zeit nach dem Anschlag vom Markt genommen, wofür aber auch andere Gründe vorlagen.
Während der Zeit nach dem Anschlag fand eine große Reihe von Beerdigungen statt, welche ihren Höhepunkt mit 18 Beerdigungen am 22. Mai 1927 fand. Der Anschlag auf die Schule beherrschte die Schlagzeilen des Landes, bis er am 23. Mai von Charles Lindberghs erstem Transatlantikflug abgelöst wurde.